# NordVPN
NordVPN ist ein VPN-Anbieter, der Desktopanwendungen für Windows, macOS und Linux, Mobile-Apps für Android, iOS sowie eine AndroidTV-Anwendung anbietet.
NordVPN lässt sich auch auf WLAN-Routern und NAS-Geräten sowie anderen Plattformen einrichten. Der rechtliche Sitz von NordVPN befindet sich in Panama, wo das Unternehmen nicht gesetzlich gezwungen ist, Kundendaten mit den Behörden zu teilen, da Panama weder zu den Five-Eyes- noch Fourteen-Eyes-Vereinbarungen gehört. Der Hauptsitz des Unternehmens befindet sich in Vilnius, Litauen, dort beschäftigt NordVPN mit Stand von 2021 mehr als 800 Mitarbeiter.

## Geschichte
Laut Webseite von NordVPN wurde das Unternehmen 2012 von „vier Kindheitsfreunden“ gegründet. Ende Mai 2016 hat NordVPN eine Android-App vorgestellt, dazu kam später im selben Jahr auch eine iOS-App. Im Oktober 2017 erschien eine Browsererweiterung für Google Chrome, der im Juni 2018 eine App für Android TV folgte. Zu diesem Zeitpunkt betrieb NordVPN mehr als 4000 Server in 62 Ländern.
Im Jahr 2017 wurden zwecks Umgehung besonders strikter Ländersperren die sogenannten verschleierten Server (englisch obfuscated server) von NordVPN vorgestellt. Diese Server erlauben dem Nutzer, auf den Dienst auch aus Ländern wie Iran, Saudi-Arabien und China, welches das Projekt Goldener Schild betreibt, zuzugreifen.
Im März 2019 wurde NordVPN angeblich von den russischen Behörden aufgefordert, sich an einem staatlichen Register anzuschließen, das eine Reihe der von der Regierung gesperrten Webseiten enthält. Dies würde die lokalen Internetnutzer daran hindern, das russische Zensursystem zu umgehen. Die russischen Behörden haben dem Anbieter 30 Tage Zeit eingeräumt, um die Forderungen zu erfüllen, sonst müsse dieser mit einem vollständigen Verbot in Russland rechnen. NordVPN weigerte sich, diese Forderungen zu erfüllen und schaltete alle seine russischen Server am 1. April aus. Demzufolge ist NordVPN weiterhin in Russland tätig, jedoch ohne verfügbare russische Server.
Im Dezember 2019 veröffentlichte NordVPN mit NordVPN Teams Cybersicherheits-Tools für mittelständische Unternehmen und Freelancer. Der Dienst wurde 2021 in NordLayer umbenannt.
Am 21. Oktober 2019 wurde ein mutmaßlicher Sicherheitsvorfall auf Twitter veröffentlicht, bei dem private Schlüssel von NordVPN öffentlich wurden. NordVPN bestätigte daraufhin, dass einer seiner finnischen Server im März 2018 kompromittiert wurde. Der Vorfall war  aufgrund einer mehrwöchigen Schwachstelle im Rechenzentrums Remoteverwaltungs-System entstanden. Das Rechenzentrum hatte NordVPN jedoch erst am 13. April 2019 über den Vorfall informiert, woraufhin NordVPN seine Zusammenarbeit mit dem Rechenzentrum beendete. Auf Kritik, den Vorfall nicht unmittelbar selbst öffentlich gemacht zu haben, reagierte NordVPN mit einem Bug-Bounty-Programm, das seit 29. Oktober 2019 für mehr Transparenz und Sicherheit sorgen soll.
Anfang 2021 beschäftigte NordVPN mehr als 800 Mitarbeiter im litauischen Vilnius. Das Unternehmen gibt mehr als 350 Millionen Euro jährlich für Werbung und Marketing aus. Es ist nach eigenen Angaben mit mehr als 38 Millionen zahlenden Kunden der größte kommerzielle VPN-Anbieter weltweit.
Mit Stand von Mai 2025 betrieb NordVPN mehr als 7300 Server in 118 Ländern.

## Funktionen
Bei NordVPN wird der Internetverkehr der Nutzer über einen Remote-Server geleitet, wodurch deren IP-Adresse verborgen, und durch die IP-Adresse des Remote-Servers ersetzt wird. Je nach Protokoll werden die Daten zwischen Kunde und VPN-Server verschlüsselt. Zur Verschlüsselung verwendet NordVPN standardisierte Anwendungen wie OpenVPN und Internet Key Exchange v2/IPsec. Daneben werden, auch unverschlüsselt, Proxy-Dienste angeboten. Außer allgemeinen VPN-Servern bietet NordVPN auch Server für bestimmte Zwecke wie für P2P-Filesharing, doppelte Verschlüsselung, und Verbindung zum Tor-Netzwerk.
Früher verwendete der Anbieter L2TP/IPSec- und PPTP-Verbindungen für Router, welche später eingestellt wurden, da sie veraltet und unsicher waren.
Neben den Desktopanwendungen für Microsoft Windows, macOS und Linux und mobile Apps für Android und iOS, sowie der Android-TV-Anwendung, verfügen NordVPN-Nutzer auch über Browsererweiterungen für Google Chrome und Mozilla Firefox.
Im November 2018 behauptete NordVPN, dass dessen Keine-Logs-Richtlinie von einer Auditgesellschaft PricewaterhouseCoopers AG geprüft und verifiziert wurde.
Im Juli 2019 wurde NordLynx veröffentlicht. Dieses VPN-Protokoll basiert auf WireGuard, welches auf bessere Leistung abzielt als die von IPsec- und OpenVPN-Netzwerkprotokolle. Seit April 2020 ist NordLynx auf allen Plattformen verfügbar, und laut von Wired UK ausgeführten Tests schafft das Protokoll unter gewissen Umständen einen „Geschwindigkeitsschub von hunderten MB/s“. Nordlynx hat eine eigene Authentifizierung implementiert und entspricht damit nicht mehr den Standards, die vom Wireguard Entwickler Jason A. Donenfeld erstellt wurden, weshalb Nordlynx auch nicht mit den VPN-Clients, die sich mittlerweile in Routern und vielen anderen Geräten befinden, genutzt werden kann.

### Meshnet
Mit der „Meshnet“ Funktion von NordVPN kann man nach Herstellerangaben sicher Dateien teilen.
Auch soll man auf Dateien der verknüpften Computer zugreifen können sowie Remotedesktop-Sitzungen durchführen.
Im Jahr 2023 wurde auch eine Funktion eingeführt, mit der man mehrere Fotos, Videos und Dokumente gleichzeitig übertragen kann.

## Sicherheit

### Ram-Server
Im Jahr 2019 haben Hacker kurzfristig Zugriff auf einige, damals noch angemietete Server erlangt.
Seitdem ist NordVPN im Besitz aller Server und verwaltet auch die Hardware selbst.
Seitdem arbeiten alle NordVPN-Server nur noch im RAM-Betrieb, das heißt, dass bei der Abschaltung der Server wie bei einer Beschlagnahmung alle Daten verloren gehen.

### Non-Log-Richtlinie
Laut NordVPN zeichnet der Hersteller keine Nutzerdaten auf, was auch bereits zweimal (zuletzt 2020) durch die Schweizer PricewaterhouseCoopers AG überprüft worden ist. Eine weitere Prüfung fand im Jahr 2022 statt, durchgeführt wurde diese durch Deloitte.
NordVPN behält sich aber vor, bei gerichtlichen Beschlüssen Benutzeraktivitäten aufzuzeichnen, was Zweifel am No-Log-Versprechen von NordVPN aufkommen lässt.

### Bug-Bounty Programm
Seit 2020 gibt es bei NordVPN auch ein sogenanntes „Bug-Bounty-Programm“. Hier sind bis zu 50.000 $ auf Sicherheitslücken ausgesetzt.

## Bewertung
In einer Bewertung von Computer Bild am 21. Juli 2020 wurde NordVPN für starke Geschwindigkeiten, große Serverauswahl sowie eine einfach bedienbare Oberfläche gelobt. Die Obfuscated Server (Verschleierte Server) Funktion zählt laut Computer Bild zu den wichtigsten Vorteilen von NordVPN. Auf Chip wurde der VPN-Dienst im Juli 2020 ebenfalls als schnell bezeichnet. Dazu wurde behauptet, der Anbieter sei gut dafür geeignet, Ländersperren zu umgehen.
Netzwelt bezeichnet NordVPN als zweitbestes VPN auf dem Markt (hinter CyberGhost VPN), während es bei Computerbild und Chip auf den ersten Platz gelangt ist. Einige Experten kritisieren NordVPN aber aufgrund der Ausübung der eigenen Marktmacht und der nur teilweise eigenen Hardware und Infrastruktur. NordVPN sei zu stark von eigenen Absatzzahlen getrieben und habe daher auch den Fokus auf Privatsphäre der Nutzer bereits teilweise verloren. Andrey Meshkov, Gründer des DNS-Dienstes AdGuard erklärte, dass NordVPN eine Analyse des Nutzerverhaltens durch Google Analytics zwingend erfordere – andernfalls sei keine Nutzung der Android-App möglich. Die Datenschutz-Audit-Plattform Exodus stieß bei ihrer Analyse der Android-App von NordVPN auf insgesamt 4 verschiedene Tracker, 3 davon durch Google betrieben. Bei der Analyse des Dienstes Meshnet stellte Dávid Kaya fest, dass NordVPN zum Betrieb die Nutzung des DNS-Dienstes von Google erzwingt.
Nord VPN betreibt Affiliate-Marketing mit Provisionen von 30 bis 100 Prozent.